# Teodorico Caporaso
Pour les articles homonymes, voir Caporaso.
Teodorico « Teo » Caporaso (né le 14 septembre 1987 à Bénévent) est un athlète italien, spécialiste de la marche.
Teodorico Caporaso mesure 1,66 m pour 60 kg et appartient au club Enterprise Sport & Service. Il est entraîné par Diego Perez. Il participe aux 50 km des Championnats du monde de 2013 (42e) puis à ceux de 2015 (25e). 
Il remporte le titre mondial par équipes lors des Championnats du monde de marche de mai 2016 à Rome, en battant son meilleur temps en 3 h 48 min 29 s (5e individuel). En 2014, il termine 20e des Championnats d'Europe. En Coupe du monde de marche, il est 25e en 2012 et 26e en 2014. Il termine 8e de la Coupe d'Europe de marche en 2015.

## Palmarès
| Date | Compétition                     | Lieu | Résultat | Épreuve     | Performance |
| ---- | ------------------------------- | ---- | -------- | ----------- | ----------- |
| 2016 | Championnats du monde de marche | Rome | 5e       | Individuel  | -           |
| 2016 | Championnats du monde de marche | Rome | 1er      | Par équipes | 10 pts      |